# Corporal

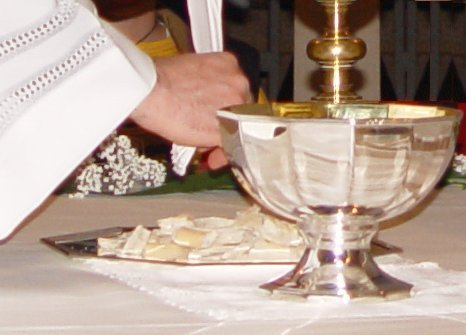
Corporal estendido sobre o altar.

Corporal é um pano, geralmente de linho, usado na Missa junto aos vasos sagrados.[3]

## Uso
O Corporal é utilizado junto do cálice, da patena e dos cibórios. Está entre as alfaias do cálice, junto com a Pala e o Sanguíneo. No ofertório, o Corporal é aberto sobre o Altar e, sobre ele, colocados o cálice, a patena e os cibórios. É de formato quadrado, dobrado em nove partes iguais.

## Simbolismo
O Corporal simboliza o Sudário de Turim, que provavelmente teria envolvido o corpo de Jesus Cristo após a crucificação. Também simboliza o respeito e o decoro para com o Corpo e o Sangue de Cristo.